# Pseudosphaeroma campbellense
Pseudosphaeroma campbellense is een pissebed uit de familie Sphaeromatidae. De wetenschappelijke naam van de soort is voor het eerst geldig gepubliceerd in 1909 door Charles Chilton.